# Rinaldo Rinaldi (critico)
Rinaldo Rinaldi (Torino, 16 dicembre 1951) è un critico letterario italiano.

## Biografia
Diplomato al Liceo classico Massimo d'Azeglio di Torino, si è laureato in Lettere nel 1975 con una tesi su Carlo Emilio Gadda e si è perfezionato in Filologia Moderna nel 1977 presso l'Università di Torino sotto la guida di Giorgio Bàrberi Squarotti. È stato ricercatore (dal 1978) e professore associato (dal 1986) di Letteratura Italiana presso la Rijksuniversiteit Groningen (Paesi Bassi).
Presso la stessa Università ha conseguito il Dottorato di Ricerca in Letteratura Italiana nel 1982. Dal 1995 al 2021 ha insegnato Letteratura Italiana come professore ordinario presso l'Università degli Studi di Parma. Ha lavorato soprattutto in area rinascimentale e umanistica, occupandosi prevalentemente di problemi di fonti e di interferenza fra registro latino e registro volgare.
Non ha mai abbandonato, tuttavia, il terreno della sua prima formazione, quello contemporaneistico, con una serie di studi sulla letteratura italiana ottocentesca e novecentesca. A partire dagli anni Novanta si è occupato anche di letteratura comparata. Ha fondato e diretto fino al 2021 la rivista Parole rubate. Rivista internazionale di studi sulla citazione / Purloined Letters. An International Journal of Quotation Studies sul sito www.parolerubate.unipr.it.
Ha pubblicato, con lo pseudonimo Sergio Landran Piedilupi, un libro di poesie: Paesaggi / Passaggi, Napoli, Paolo Loffredo, 2020, pp. 54.

## Opere in volume
- La paralisi e lo spostamento. Lettura della "Cognizione del dolore", Livorno, Bastogi, 1977, pp. 144.
- Pier Paolo Pasolini, Milano, Mursia, 1982, pp. 480.
- Romanzo come deformazione. Autonomia ed eredità gaddiana in Mastronardi, Bianciardi, Testori, Arbasino, Milano, Mursia, 1985, pp. 320.
- Miracoli della stupidità. Discorso su Marinetti, Torino, Tirrenia Stampatori, 1986, pp. 150.
- L'irriconoscibile Pasolini, Rovito, Marra, 1990, pp. 284.
- Umanesimo e Rinascimento, voll. I e Il, Torino, UTET, 1990 e 1993, pp. XII + 808 e pp. XII + 1114.
- Le imperfette imprese. Studi sul Rinascimento, Torino, Tirrenia Stampatori, 1997, pp. 344.
- Dall'esempio al fantasma. Percorsi di letteratura ottocentesca, Soveria Mannelli, Rubbettino, 1999, pp. 182.
- Niccolò Machiavelli, Opere (De principatibus, Discorsi sopra la prima Deca di Tito Livio, Dell'arte della Guerra, dalle Legazioni), edizione a cura di R. Rinaldi, voll. I e II, Torino, UTET, 1999, pp. 1698.
- La montagna scritta. Piccole storie del paesaggio alpino, Milano, Unicopli, 2000, pp. 112.
- L'indescrivibile arsenale. Ricerche intorno alle fonti della "Cognizione del dolore", Milano, Unicopli, 2001, pp. 163.
- "Melancholia Christiana". Studi sulle fonti di Leon Battista Alberti, Firenze, Olschki, 2002, pp. 246.
- Specchio di Calliope. Breve repertorio del poema, Milano, Unicopli, 2003, pp. 138.
- La grande catena. Studi su "La vie mode d'emploi" di Georges Perec, Genova-Milano, Marietti, 2004, pp. 195.
- Un violino è sospeso in aria. Generi di prosa e altro, Milano, Unicopli, 2005, pp. 351.
- Libri in maschera. Citazioni e riscritture umanistiche, Roma, Bulzoni, 2007, pp. 321.
- Aprire il libro. Esercizi di lettura comparata, Genova-Milano, Marietti, 2008, pp. 390.
- Scrivere contro. Per Machiavelli, Milano, Unicopli, 2009, pp. 145.
- Vittorio Imbriani, Merope IV. Sogni e fantasie di Quattr'Asterischi, edizione a cura di R. Rinaldi, Roma, Carocci, 2009, pp. 450.
- Rinascimenti. Immagini e modelli dall'"Arcadia" al Tassoni, Milano, FrancoAngeli, 2010, pp. 295.
- Gadda, Bologna, il Mulino, 2010, pp. 158.
- Niccolò Machiavelli, Mandragola, a cura di R. Rinaldi, Milano, BUR-Rizzoli, 2010, pp. 234.
- Variazioni sul Novecento. Figure, spazi, immagini, Milano, FrancoAngeli, 2012, pp. 206.
- Sette e Ottocento irregolari. Casanova, Conti, Quadrio, Nievo, Imbriani, Carducci, Firenze, Cesati, 2013, pp. 155.
- Pan in Via Merulana. Citazione e memoria nel Novecento, Firenze, Le Lettere, 2014, pp. 128.
- Letture di italianistica, Napoli, Paolo Loffredo – Iniziative Editoriali, 2017, pp. 344.
- Fuori tema.Inglesi e cinema, Napoli, Paolo Loffredo – Iniziative Editoriali, 2018, pp. 225.
- Giovanni Rinaldi, Il mostruosissimo mostro. Diviso in due trattati, nel primo de’ quali si ragiona de’ colori, nel secondo si tratta dell’erbe e fiori, a cura di R. Rinaldi, Lavis (Trento), La Finestra Editrice, 2018, pp. 201.
- Parlare o tacere? Ultimi scritti (Letture, teoria, storia), Napoli, Paolo Loffredo Editore, 2023, pp. 366.